# Ornaubach
Der Ornaubach (auch Ornauer Bach) ist ein etwa 11 km langer Nebenfluss der Goldach überwiegend im oberbayerischen Landkreis Mühldorf am Inn.

## Name
Der Bach wurde im Jahr 790 („Ad Aharnouua“) erstmals urkundlich genannt. Der Name war ursprünglich ein Ortsname (*Aharn-ouwe) mit der Bedeutung „Land an dem mit Ahornbäumen bestandenen Bach“.

## Verlauf
Der Ornaubach entspringt im Berger Holz bei der Einöde Wüsthöll von Kirchdorf.  Er fließt anfangs meist ostwärts und dann mehr und mehr nordwärts durch die Orte Oberornau, Steinkirchen, Frauenornau, Pfaffenkirchen, Obertaufkirchen und Schwindegg. Er mündet bei der Wagmühle der Gemeinde Schwindegg von rechts in die Goldach, nur etwa einen halben Kilometer, bevor diese selbst der Isen zuläuft, einem linken Zufluss des Inns.
Der Ornaubach bildet die südliche und östliche Begrenzung des Gattergebirges.